# ديفيد بريز
ديفيد بريز (بالإنجليزية: David Breeze)‏ هو عالم آثار بريطاني، ولد في 25 يوليو 1944 في إنجلترا في المملكة المتحدة.